# Matsunaga Teitoku
Pour les articles homonymes, voir Matsunaga.
Matsunaga Teitoku (松永 貞徳) (1571 à Kyōto, 3 janvier 1654, idem) est un lettré et poète japonais de haikai. Son vrai nom est Matsunaga Katsuguma (松永 勝熊), mais il écrit aussi sous les noms Shōyuken (逍遊軒) et Chōzumaru (長頭丸),.

## Biographie
Matsunaga Teitoku, père du lettré Matsunaga Sekigo, étudie la poésie waka et renga auprès de Hosokawa Fujitaka et Satomura Yōha. Il est en outre élève du philosophe néo confucianiste Hayashi Razan. Il écrit des commentaires sur des essais dans le Tsuzuregusa et le Hyakunin Isshu. Vers 1620, il ouvre sa propre école de haikai, Teitoku-ha. Il travaille comme secrétaire (yūhitsu) de Toyotomi Hideyoshi.
Certains de ses poèmes waka, renga et haikai paraissent en 1633 dans la collection Enoko shū (犬子集) de ses élèves Matsue Shigeyori et Nonoguchi Ryūhō. Teitoku publie deux recueils de poésie : Taka tsukuba (鷹筑波) 1638) et Shinzō inu tsukuba shū (新増犬筑波集), 1643). Dans le texte intitulé Gosan, il formule les règles de composition des haikai selon l'enseignement de son école,. Parmi ses élèves, on compte Kitamura Kigin, qui à son tour sera le maître du célèbre Matsuo Bashō.